# Taueriulus aspidiorum
Taueriulus aspidiorum är en mångfotingart som beskrevs av Karl Wilhelm Verhoeff 1913. Taueriulus aspidiorum ingår i släktet Taueriulus och familjen kejsardubbelfotingar. Inga underarter finns listade i Catalogue of Life.